# Karmelitenkirche (Famagusta)

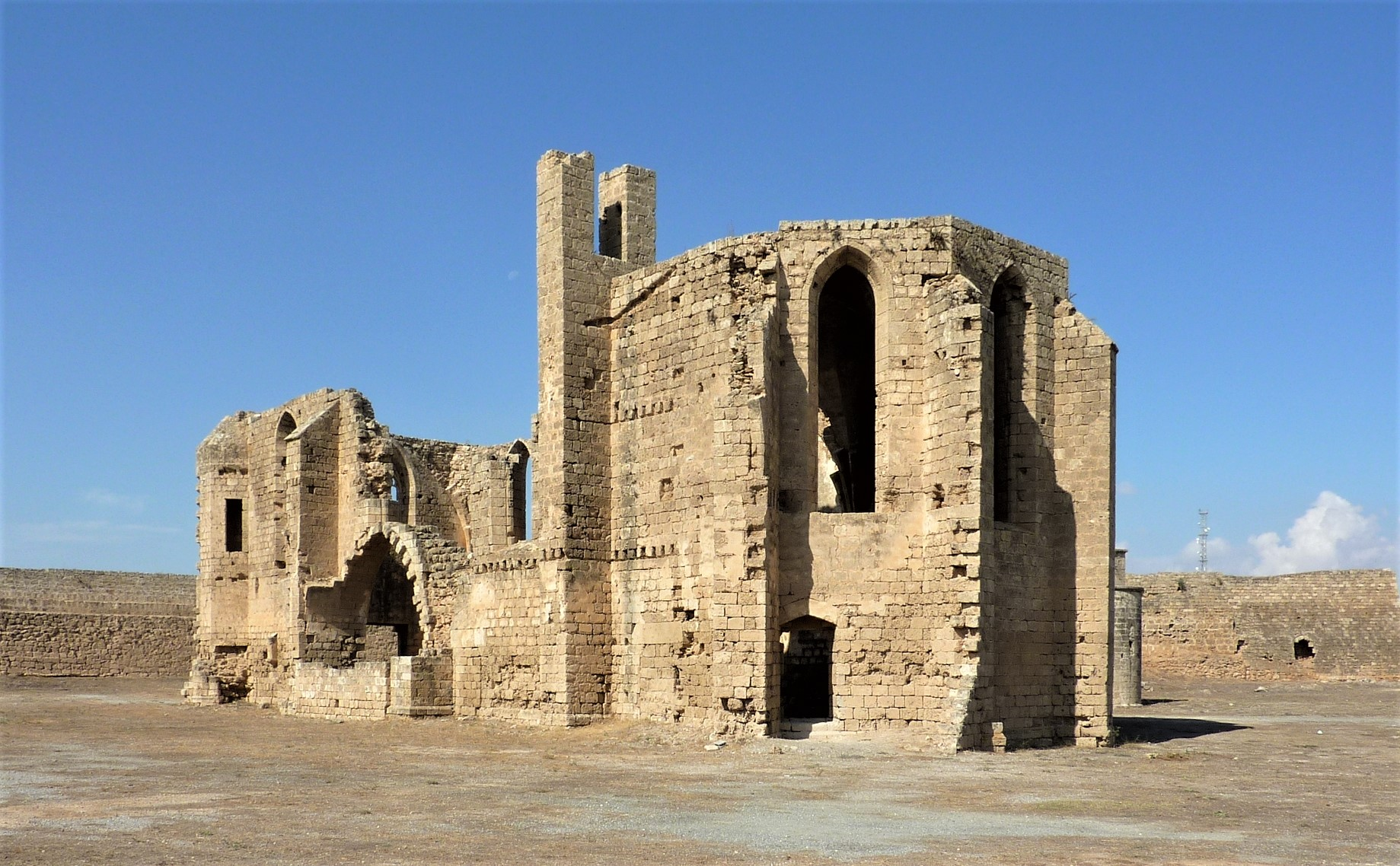
Die Ruine der Karmelitenkirche, Blick Richtung Chor von Südosten

Die Karmelitenkirche ist die Ruine einer Klosterkirche der Karmeliten in Famagusta auf Zypern. Die Kirche war Unserer Lieben Frau auf dem Berge Karmel geweiht.

## Geschichte
Es ist nicht geklärt, wann sich die Karmeliten unter der Herrschaft des fränkischen Hauses Lusignan in Famagusta ansiedelten. In Quellenüberlieferungen werden der Konvent und seine Kirche vereinzelt erwähnt. In der Weihnachtswoche 1365 wohnte der lateinische Patriarch von Konstantinopel, der hl. Peter Thomas OCarm, im Kloster. Trotz Warnungen, seine Gesundheit zu schonen, ging er barfuß vom Karmelitenkloster zur Kathedrale des hl. Nikolaus, wo er die Weihnachtsmesse lesen sollte. im Januar 1366 erlag er einer Erkrankung und wurde im Chorraum der Klosterkirche beigesetzt. 1473 ritt die letzte Königin Zyperns, Caterina Cornaro, zu Pferde in einer Prozession zur Kirche Unserer Lieben Frau auf dem Berge Karmel, um dort der Messe beizuwohnen.
Der Kunsthistoriker Camille Enlart vermutet, dass die Karmelitenkirche etwa zu der Zeit errichtet wurde, als der Patriarch Peter Thomas dort lebte, also in der zweiten Hälfte des 14. Jahrhunderts. Enlart ordnet sie Vorbildern der südfranzösischen Gotik zu. Die Kirche Unserer Lieben Frau auf dem Berge Karmel bestand aus einem schlichten dreijochigen Langhaus, dem ein kürzeres Chorjoch angefügt war, das dreiseitig schloss. Das zweite Joch verfügte über später angefügte Seitenkapellen in der Art eines Querhauses. Das Chorgewölbe ist noch vorhanden, während die des Langhauses und der Kapellen eingestürzt sind. Die Kirche besaß eine reiche Ausmalung, die Enlart teilweise noch dokumentieren konnte. Davon sind nur noch geringe Reste erhalten.
Die Kirche dürfte seit dem osmanischen Artilleriebeschuss im Zuge der Belagerung von Famagusta 1571 und der anschließenden Eroberung der Stadt eine Ruine sein.

## Bildergalerie

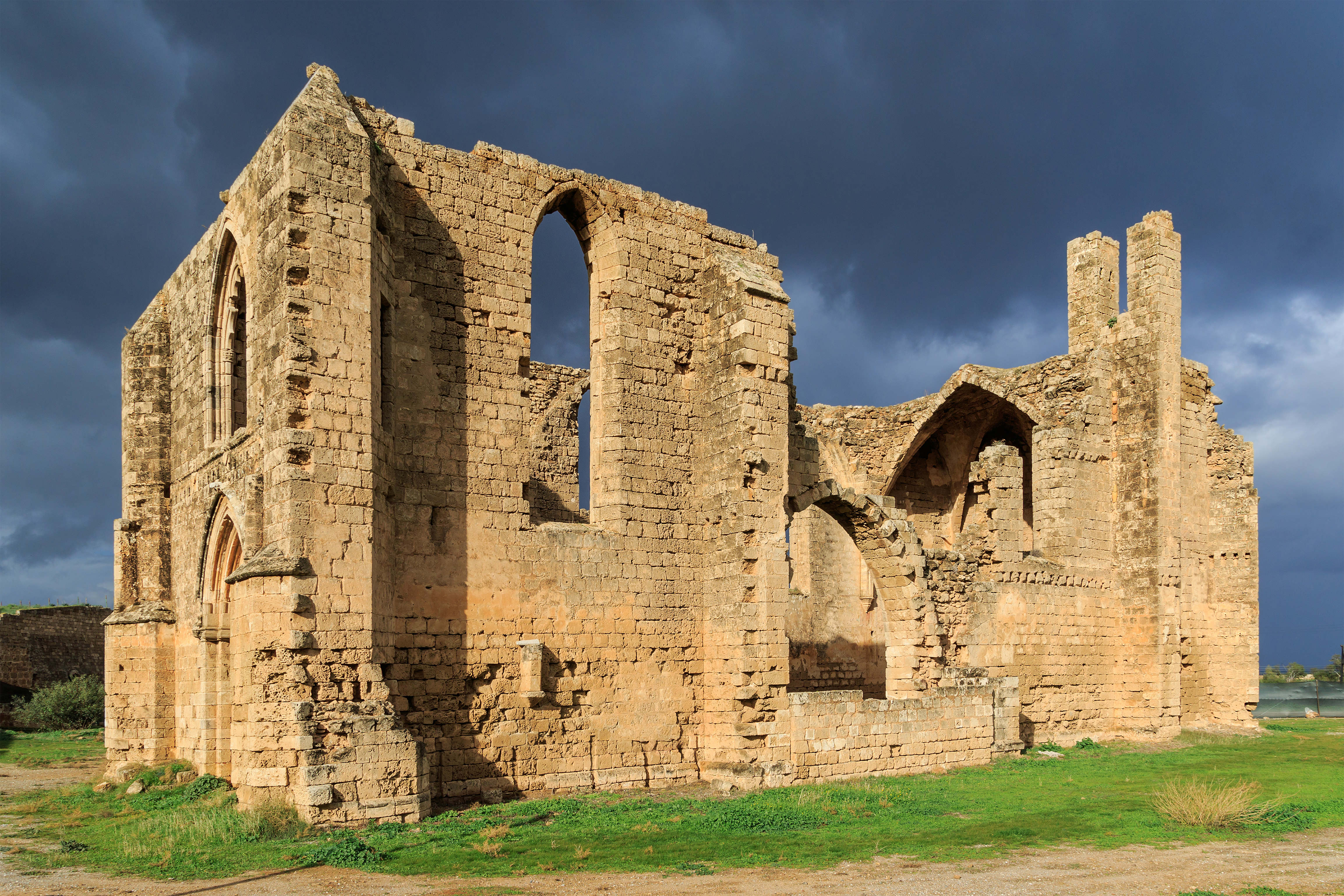
Die Ruine der Karmelitenkirche
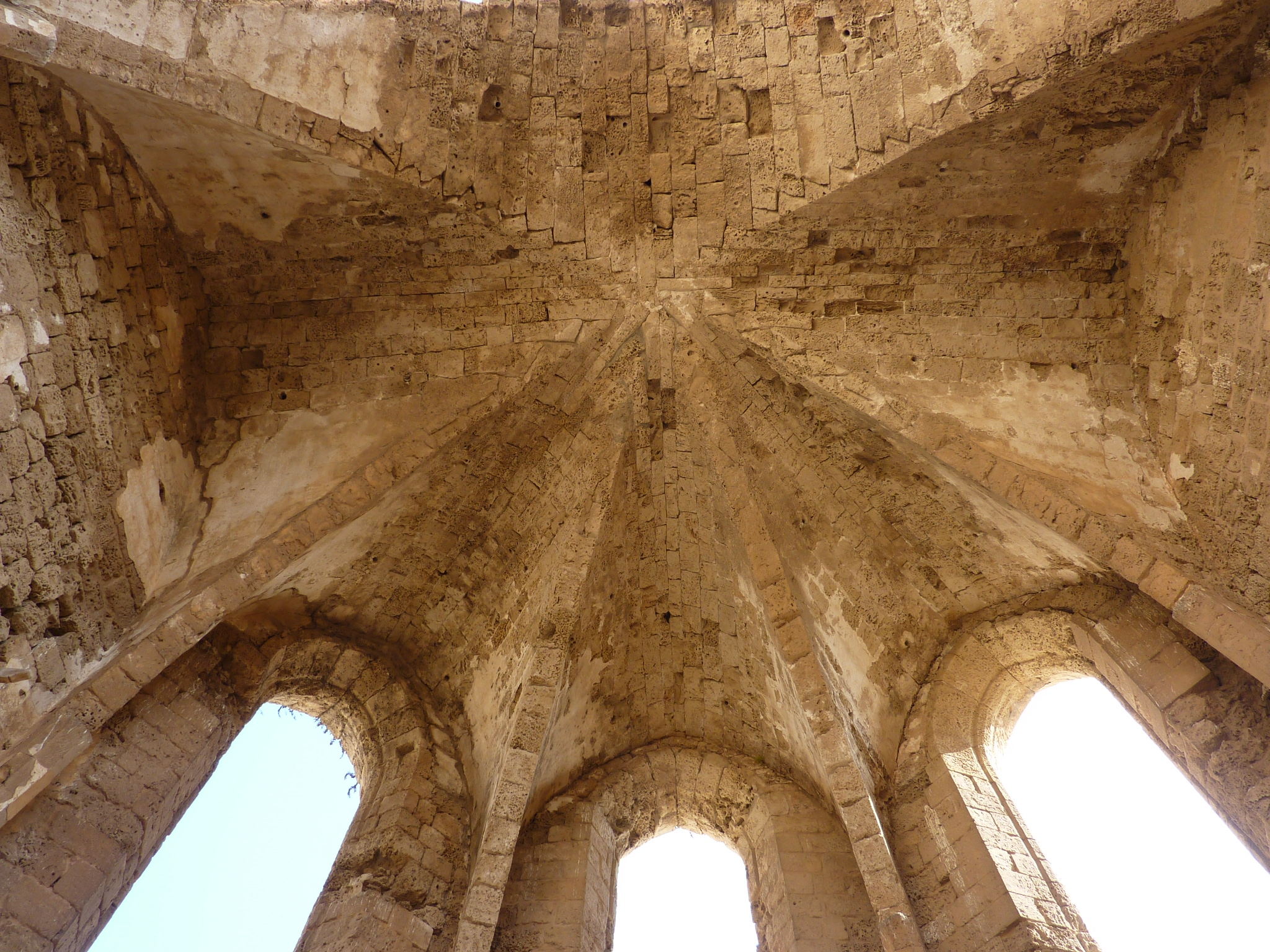
Das erhaltene Chorgewölbe
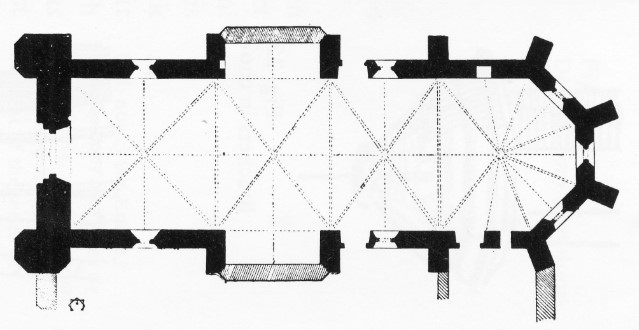
Grundriss 1899 von Camille Enlart